# Lucas Esquivel
Lucas Ángel Esquivel (* 14. Oktober 2001 in Santa Fe) ist ein argentinischer Fußballspieler.

## Karriere

### Verein
Von der U20 von Unión de Santa Fe stieg er Anfang 2020 in deren zweite Mannschaft auf. Im Sommer 2021 ging er dann fest in den Kader der ersten Mannschaft über. Sein Debüt in der Copa Sudamericana hatte er dann aber schon im Dezember 2020. Sein Erstliga-Debüt folgte anschließend am 3. Spieltag der Saison 2021. Nach zwei Jahren hier wechselte er Mitte 2023 nach Brasilien, wo er seitdem für Athletico Paranaense spielt.

### Nationalmannschaft
Im Oktober 2023 wurde er erstmals für die argentinische U23 für die Vorbereitung vor dem Qualifikationsturnier für Olympia nominiert. Dort kam er auch drei Mal zum Einsatz. Bei dem Turnier selbst kamen noch zwei weitere Partien dazu, wo er aktiv war. Am Ende landete er mit seinem Team hier auf dem zweiten Platz der Endgruppe und qualifizierte sich so für die Spiele in Paris.